# Рейнские лагеря
Рейнские лагеря или лагеря на Рейнских лугах (нем. Rheinwiesenlager ; англ. Rhine meadow camps) — группа из 19 лагерей, построенных в США, Германии и Франции в конце Второй мировой войны, чтобы держать в плену немецких солдат. Временные лагеря для военнопленных содержали от одного до двух миллионов сдавшихся в плен военнослужащих Вермахта с апреля по сентябрь 1945 года.
Заключённые, содержащиеся в лагерях, обозначались разоружёнными силами противника, а не военнопленными. Это решение было принято в марте 1945 года главнокомандующим SHAEF Дуайтом Эйзенхауэром.
Большинство оценок немецких смертей в этих лагерях колеблются от 3000 до 6000. Многие из них умерли от голода, болезней, избиений и воздействия погодных условий, поскольку внутри тюремных комплексов не было построено никаких сооружений.

## Основание
К началу 1945 года половина почти всех немецких солдат, взятых в плен на Западе, удерживались войсками США, а другая половина — британцами. Но в конце марта 1945 года, когда силы союзников врезались в самое сердце Германии после перехода через Рейн в Ремагене, из-за большого количества немецких военнопленных британцы перестали принимать новых заключённых в свои лагеря. Это вынудило армию США принять немедленные меры и основать Rheinwiesenlager в западной части Германии.
Создание лагерей было упрощено, потому что заключённые считались обезоруженными вражескими силами, решение, которое было принято в марте 1945 года Эйзенхауэром. Более того, все взятые в плен солдаты больше не будут иметь права военнопленных, гарантированных им Женевской конвенцией, потому что они принадлежали нацистской Германии, государству, которое прекратило своё существование.
Лагеря были также созданы, чтобы остановить любое повстанческое движение немцев после капитуляции нацистской Германии 8 мая 1945 года. Руководство союзников было обеспокоено тем, что упорные нацистские подразделения могут попытаться организовать эффективную партизанскую кампанию против оккупации. Историк Перри Биддискомб полагал, что решение держать сотни тысяч мужчин в плохих условиях лагерей на Рейне было «главным образом для предотвращения активности Вервольф» в послевоенной Германии.

## Расположение лагерей
Список с севера на юг с официальным номером:
• A4 Будерич
• A1 Райнберг
• A9 Викратберг
• A2 Ремаген
• A5 Зинциг
• Зирсхан
• A11 A14 Андернах
• Диц
• A13 Урмитц
• A10 Кобленц
• A8 Дитерсхайм
• A12 Хайдесхайм-на-Рейне
• A6 Винценхайм
• A16 A17 Хехтсхайм
• A7 A15 Бибельсхайм
• A3 Бад-Кройцнах
• C1 Людвигсхафен
• C2 Бёль-Иггельхайм
• C3 C4 Хайльбронн

## Управление лагерями
Чтобы обойти международные законы, регулирующие обращение с военнопленными, капитулировавшие силы были названы «Обезоруженными вражескими силами», а термин «военнопленные» не применялся. Из-за количества заключённых американцы передали немцам внутренний контроль над лагерями. Все административные функции, такие как врачи, повара и рабочая сила, взяли на себя заключённые. Даже в вооружённой охране были бывшие солдаты полевой жандармерии и фельдъегеря Вермахта. Известные как Ордена Вооружённых Сил, они получали дополнительные пайки для предотвращения побегов и поддержания порядка в лагерях. В июне 1946 года эта военная полиция станет последними немецкими солдатами, которые официально сдадут оружие.
Через несколько недель после создания лагерей было начато освобождение некоторых заключённых. Первыми, кому разрешили уехать, были члены Гитлерюгенда и женщины, которые, как считалось, не были связаны с нацистской партией. Вскоре последовали профессиональные группы, в том числе фермеры, водители и шахтёры, потому что им срочно требовалась помощь в восстановлении инфраструктуры Германии. К концу июня 1945 года лагеря в Ремагене, Бёль-Иггельхайме и Бюдерихе были опустошены.
12 июня 1945 года британские войска взяли под свой контроль два лагеря на Рейне, которые должны были находиться в британской зоне. 10 июля 1945 года все выпуски были прекращены после того, как SHAEF передал контроль над лагерями французам. Сделка была заключена, потому что правительство Шарля де Голля хотело 1,75 миллиона военнопленных для принудительных работ во Франции. Всего во Францию было передано около 182 400 заключённых из Зинцига, Андернаха, Сиршана, Бретценхайма, Дитерсхайма, Кобленца, Гехтцхейма и Дица. Британцы передали годных к работе из двух контролируемых им лагерей в Бюдерихе и Райнберге, а остальных отпустили.
К концу сентября 1945 года почти все лагеря на Рейнских лугах были закрыты. Только лагерь в Бретценхайме около Бад-Кройцнаха оставался открытым до 1948 года, служа перевалочным лагерем для немецких пленных, освобождённых из Франции.

## Условия содержания
Пища и гигиенические условия в этих лагерях, огороженных под открытым небом, где заключённые жили в открытых ямах в земле из-за отсутствия бараков, были катастрофическими. Обычные солдаты были в основном закалены военной службой и могли легче справляться с условиями. Попытки Международного комитета Красного Креста помочь заключённым были отвергнуты американцами, им было отказано в доступе в лагеря, поскольку оккупационные силы США не хотели, чтобы посланники комитета видели условия в лагерях.
Статус обезоруженных вражеских сил (DEF), который не определяется международным правом, применялся к большинству немецких солдат, которые были захвачены вооружёнными силами США только после безоговорочной капитуляции 8 мая 1945 год. Однако члены СС и подозрительные лица не были объявлены DEF в принципе. Питание основывалось на питании «перемещённых лиц», бывших нацистских подневольных рабочих, которых также обеспечивали США, и составляло около 1500 ккал в день. Для сравнения, продовольственный паёк немецкого гражданского населения весной 1945 года составлял около 1000 ккал.
Большинство заключённых, таких как члены фольксштурма и гитлерюгенда, были освобождены через короткое время, другие немецкие подразделения, объявленные как DEF, должны были оставаться в организационном состоянии и использоваться в качестве рабочих для американской армии или переданы другим союзникам.
В 1943 году США и Великобритания решили взять по половине пленных. Эти рамочные условия все ещё существовали в 1945 году. Но когда союзники перешли Рейн, количество заключённых выросло до такой степени, что британцы не хотели брать свою долю. Первоначально США взяли всех заключённых и создали лагеря на лугу у американского Рейна. Авторы-ревизионисты видят в изначально крайне недостаточном снабжении лагерей продовольствием план американцев, связанный со статусом DEF. Статус DEF был отменён командованием американской армии весной 1946 года и заменён на «военнопленный» (POW). Представления о том, что катастрофическая ситуация в лагерях на лугах на Рейне имела статус DEF как необходимое условие, были отвергнуты учёными при обсуждении тезисов Джеймса Бака. Большинство заключённых в лагерях на лугу Рейна изначально классифицировались как военнопленные, а не как DEF.

## Уровень смертности
Согласно официальной статистике США, в районе лагеря погибло чуть более 3000 человек, а по данным Германии — 4537 человек. Американский академик Р. Дж. Раммел считает, что это около 6000 человек. Канадский писатель Джеймс Бак в своей книге 1989 года «Другие потери» утверждал, что их число, вероятно, исчисляется сотнями тысяч, а может достигать 1 000 000 человек. Но заслуживающие доверия историки, включая Стивена Амброуза, Альберта Э. Каудри и Рюдигера Овермана, исследовали и отвергли утверждение Бака, утверждая, что они были результатом ошибочной исследовательской практики. Совсем недавно в своей статье в «Энциклопедии военнопленных и интернированных» военный историк С. П. Маккензи заявил: "То, что с немецкими военнопленными обращались очень плохо в первые месяцы сразу после войны […], не подлежит сомнению. В целом, однако, тезис Бака и цифры смертности нельзя считать точными ".
В 1972 году комитет «Машке» (названный в честь его председателя Эриха Машке) опубликовал официальное немецкое расследование числа смертей. Он провёл подробное исследование истории лагерей от имени Федерального министерства по делам перемещённых лиц. Согласно их результатам, лагеря с самой высокой смертностью были:
• Бад-Кройцнах
• Зинциг возле Ремагена
• Райнберг
• Викратберг
• Бюдерих
Аналогичные результаты даёт анализ документов местных администраций лагерей Ремагена.